# Wet van Curie-Weiss

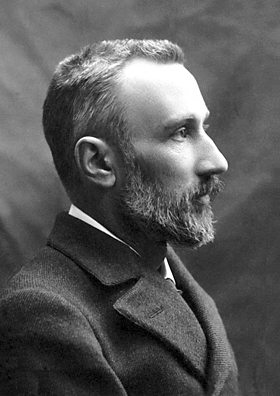
Pierre Curie

De wet van Curie-Weiss, genoemd naar Pierre Curie en Pierre-Ernest Weiss, beschrijft de magnetische eigenschappen van paramagnetische stoffen waarin magnetische coöperatieve effecten een afwijking van het ideale gedrag volgens de wet van Curie veroorzaken. Dergelijke coöperatieve effecten treden op wanneer de magnetische dipoolmomenten van naburige paramagnetische atomen elkaar beïnvloeden en daardoor ferromagnetische, antiferromagnetische of ferrimagnetische wisselwerking optreedt. 

## Beschrijving
De wet van Curie-Weiss
{\displaystyle \chi _{\text{m}}={\frac {C}{T-T_{\text{Curie}}}}}

Wet van Curie-Weiss

beschrijft de afhankelijkheid van de (absolute) temperatuur {\displaystyle T} van de magnetische susceptibiliteit {\displaystyle \chi _{\text{m}}} van een stof en houdt daarbij rekening met het effect van de curietemperatuur {\displaystyle T_{\text{Curie}}}. De constante {\displaystyle C} is de curieconstante.
Als {\displaystyle T<T_{\text{Curie}}}, overheersen de ferromagnetische effecten. Als {\displaystyle T>T_{\text{Curie}}}, overwegen ferrimagnetisme of antiferrimagnetisme. 